# Otto Eschweiler
Otto Eschweiler (Aken, 2 oktober 1931 – aldaar, 12 maart 2022), voluit Otto Johannes Josef Maria Eschweiler,  was een Duits econoom, politicus, diplomaat en ijveraar voor betere Duits-Nederlandse betrekkingen, met name in Limburg.
Hij was vooral bekend door zijn activiteiten voor regionale Kamers van Koophandel en voor de  RWTH, de Technische Universiteit van Aken.
In 1955 studeerde Eschweiler af in de economische wetenschappen en in 1957 in de politieke wetenschappen  aan de Rheinische Friedrich-Wilhelms-Universiteit te Bonn. 
Van december 1955 tot aan zijn pensionering in 1997 werkte Eschweiler voor de Duitse tegenhanger van de Kamer van Koophandel, de Industrie- und Handelskammer (IHK) te Aken. Daar klom hij op van wetenschappelijk assistent tot uiteindelijk de hoogste directiefunctie.
Van 1987 tot 1998 was hij Lehrbeauftragter (wat te vergelijken is met: bijzonder hoogleraar in Nederland) aan de  RWTH, de Technische Universiteit van Aken. In die hoedanigheid gaf hij ook colleges aan de Fachhochschule Aachen, een hogeschool, aan de Technische Universiteit Chemnitz en in Sittard aan één der HBO-instellingen in die stad.
Van 1982 tot 2005 was Eschweiler lid van het curatorium van de RWTH als promotor voor talrijke nieuwe of te vernieuwen studierichtingen en onderzoeksprojecten op velerlei gebied. Ook stelde hij de Otto-Junker-Preis in, een honorering voor uitmuntende studieprestaties op het gebied van elektrotechniek en mijnbouwkunde.
Vanaf 1981 was Eschweiler -vanuit zijn functie bij de IHK Aken - actief om samenwerkingsverbanden tussen enerzijds wetenschappelijk onderzoek en anderzijds het bedrijfsleven te creëren. Op dit gebied geldt hij in Duitsland als een pionier. Hij bedacht het concept Existenzgründungszentrum. Dit komt -ongeveer zoals in Frankrijk binnen een pôle de compétitivité- daarop neer, dat iemand die op een briljant technisch idee is afgestudeerd, dit meteen als startende ondernemer zelf in de markt kan zetten. Dit concept breidde hij ook uit tot Nederland in Euregio-verband. 
Van eind 1989 tot 2001 was Eschweiler honorair consul voor Nederland te Aken. In die hoedanigheid bracht hij diverse Duits-Nederlandse samenwerkingsprojecten tot stand op industrieel, technologisch-wetenschappelijk en  economisch gebied. Daartoe behoren het Duits-Nederlandse industrieterrein Avantis nabij Heerlen, samenwerking op het gebied van vakbeurzen in het Maastrichtse MECC en in Aken, alsmede samenwerking tussen de  RWTH en het Universiteitsziekenhuis Aken enerzijds en de Universiteit Maastricht , de Zuyd Hogeschool en het Academisch Ziekenhuis Maastricht anderzijds. 
Daarnaast heeft Eschweiler ook geijverd voor allerlei culturele Nederlands-Duitse samenwerking in met name Zuid-Limburg.
De heer Eschweiler was Ridder in de Orde van Oranje-Nassau en drager van het Bundesverdienstkreuz 1e klasse. Ook was hij senator honoris causa van de RWTH en professor honoris causa namens de deelstaat Noordrijn-Westfalen.
Otto Eschweiler overleed op 12 maart 2022 op 90-jarige leeftijd in zijn geboorteplaats Aken.
- Gemeinsame Normdatei: 171077369
- International Standard Name Identifier: 0000 0000 2862 6217
- Library of Congress Control Number: n85125091
- Nederlandse Thesaurus van Auteursnamen: 226624692
- Système universitaire de documentation: 183078616
- Virtual International Authority File: 29990606
- WorldCat: E39PBJr7VDHWGmKb3tbXJTGGpP